# Paul Mai (Geistlicher)
Paul Mai (mit vollem Namen: Hardo-Paul Mai; * 11. April 1935 in Breslau; † 30. Mai 2022 in Regensburg) war ein römisch-katholischer Priester, Historiker und Direktor des Bischöflichen Zentralarchivs in Regensburg.

## Leben und Wirken
Paul Mai wurde als Sohn eines Bankbeamten auf der Breslauer Dominsel geboren. Im Winter 1945 wurde er von dort mit seiner Mutter vertrieben und fand im niederbayerischen Gangkofen einen neuen Wohnort. Auf Vermittlung des damaligen Ortspfarrers Franz Xaver Jobst besuchte er das Bischöfliche Studienseminar Sankt Wolfgang in Straubing, wo seinerzeit Georg Friedrich Zimmermann als Präfekt tätig war, und das er im Jahre 1954 mit der Reifeprüfung absolvierte. Anschließend studierte er in München und Regensburg römisch-katholische Theologie, Kunstgeschichte und Geschichte.
In Regensburg wurde er im ersten Semester Mitglied der katholischen Studentenverbindung KDStV Rupertia Regensburg im CV und während seines Aufenthaltes in München ebenfalls Mitglied der KDStV Radaspona München im CV. 1957 war er federführend an der Gründung der KTStV Pontana Regensburg im TCV beteiligt und übernahm in der ersten Zeit die Aufgabe des Fuchsmajors, welcher für die Ausbildung der Neumitglieder verantwortlich ist.
An der Universität München wurde er 1962 mit einer Arbeit über das Augustiner-Chorherrenstift Rohr zum Doktor der Philosophie promoviert. Nach dem Besuch des Priesterseminars empfing er am 29. Juni 1962 in Regensburg die Priesterweihe und wirkte ein Jahr lang als Kaplan in Eggenfelden. Von September 1963 bis März 1967 war er Präfekt im Regensburger Studienseminar St. Wolfgang.
Mai promovierte 1967 und übernahm die Stelle des Bischöflichen Archivars und Bibliothekars in Regensburg, außerdem 1971 die Leitung des bischöflichen Zentralarchivs. Mai war wesentlich am Aufbau der Bistumsmuseen beteiligt und leitete diese viele Jahre.
Mai wirkte in vielen weiteren Gremien und Vereinen:
- Er war Vorsitzender des Vereins für Regensburger Bistumsgeschichte e. V. und Ehrenvorsitzender des Historischen Vereins für Oberpfalz und Regensburg.
- Bis 2015 war er Vorsitzender und Geschäftsführer des Instituts für Ostdeutsche Kirchen- und Kulturgeschichte.[4]
- Seit 1977 war er Vorsitzender des Deutschordenshauses in Regensburg.[5]

Mai gehörte dem Kollegiatstift St. Johann in Regensburg an. 1972 wurde ihm der päpstliche Ehrentitel Monsignore verliehen. Zudem wurde er zum Ehrenkanoniker der Augustiner-Chorherren-Propstei Paring ernannt, für deren Wiederbesiedlung er die wissenschaftliche Dokumentation erarbeitet hatte.
Im April 2008 provozierte Paul Mai öffentliche Kritik mit einer vorab bekannt gewordenen Rede zum Kriegsende und Tod von Domprediger Johann Maier. Mai setzte darin nationalsozialistische Konzentrationslager mit dem DDR-Gefängnis Bautzen gleich. Nach Protesten entfernte Mai die fraglichen Passagen.
2016 wurde von deutlichen Hinweisen berichtet, dass Paul Mai in seiner Zeit als Präfekt in erzieherischen Missbrauch in kirchlichen Internaten involviert war.

## Schriften (in Auswahl)

### Publikationen in Buchform

#### Als Autor
- Die Traditionen, die Urkunden und das älteste Urbarfragment des Stiftes Rohr 1133–1332 (= Quellen und Erörterungen zur bayerischen Geschichte, Neue Folge, Band 21). München 1967 (zugleich Hochschulschrift München, Philosophische Fakultät, Dissertation vom 6. Februar 1967).
- Sankt Michael in Bayern, 2., überarbeitete Auflage. Schnell & Steiner, München 1979, ISBN 978-3-7954-0413-0.
- Die katholische Kirche als Kulturträger im Landkreis Kelheim (= Schriftenreihe der Weltenburger Akademie, Gruppe Geschichte, Unterreihe 2, Band 9). Weltenburger Akademie, Archäologisches Museum Kelheim, Abensberg 1983 (online).
- mit Franz Hiltl (Autor): Du Wundermann Deutschlands. St. Wolfgang, eine Leuchte Gottes in dunkler Zeit. Schnell  & Steiner, München 1989.
- Selige Theresia von Jesu Gerhardinger (1797–1879). Ein Leben für Kirche und Schule (= Kataloge und Schriften des Bischöflichen Zentralarchivs und der Bischöflichen Zentralbibliothek Regensburg, Band 13). Schnell  & Steiner, Regensburg 1997, ISBN 3-7954-1131-9.
- Die Augustiner-Chorherren in Bayern. Einst und heute (= Schriftenreihe der Akademie der Augustiner-Chorherren von Windesheim, Band 4). Augustiner-Chorherren, Paring 1999, ISBN 978-3-9805469-4-2.
- mit Stephan Acht: 800 Jahre Deutschordenskommende St. Ägid in Regensburg 1210–2010. Ausstellungskatalog in der Bischöflichen Zentralbibliothek Regensburg. Schnell & Steiner, Regensburg 2010.
- Institut für ostdeutsche Kirchen- und Kulturgeschichte e. V. 1988–2010 (= Forschungen und Quellen zur Kirchen- und Kulturgeschichte Ostdeutschlands, Band 43). Böhlau, Köln 2011, ISBN 978-3-412-20700-7.
- Totengedächtnis im Katholischen Regensburg. Josef Fink, Regensburg 2013, ISBN 978-3-89870-855-5.

#### Als Herausgeber
- 850 Jahre Kollegiatstift zu den heiligen Johannes Baptist und Johannes Evangelist in Regensburg. 1127–1977. Festschrift. Schnell & Steiner, München 1977, ISBN 978-3-7954-0409-3.
- Regensburg. Von den Anfängen bis heute. Ausstellung in der Bischöflichen Zentralbibliothek Regensburg, 18. Juli bis 2. Oktober 2008 (Obermünster) (= Bischöfliches Zentralarchiv Regensburg, Kataloge und Schriften, Band 24). Schnell & Steiner, Regensburg 2008, ISBN 978-3-7954-2087-1.
- mit Werner Chrobak: Konrad von Megenberg. Regensburger Domherr, Dompfarrer und Gelehrter (1309–1374). Zum 700. Geburtstag. Ausstellung in der Bischöflichen Zentralbibliothek Regensburg, 27. August bis 25. September 2009 (= Bischöfliches Zentralarchiv Regensburg, Kataloge und Schriften, Band 26). Schnell & Steiner, Regensburg 2009, ISBN 978-3-7954-2281-3.
- mit Karl Hausberger: Helfen, heilen, wehren. 800 Jahre Deutschordenskommende St. Ägid in Regensburg (= Beiträge zur Geschichte des Bistums Regensburg, Beiband 19). Verlag des Vereins für Regensburger Bistumsgeschichte Regensburg, Regensburg 2010.

### Beiträge
- mit Werner Chrobak: Das Knabenkonvikt Obermünster – Westmünster in Regensburg. In: Albertus Magnus Gymnasium (Hrsg.): Festschrift zum Schuljubiläum, Regensburg 1988, S. 313–329.
- Reichsstift Obermünster in Regensburg einst und heute. Verlag des Vereins für Regensburger Bistumsgeschichte, Regensburg 2008.